# Kill (nagylemez)
A Kill az amerikai Cannibal Corpse tizedik nagylemeze. Jack Owen gitáros utódja ismét Rob Barrett lett. A zenészek az addigi legbrutálisabb lemezüknek harangozták be a Killt mely állítás nem alaptalan. Klip a Make Them Suffer és a Death Walking Terror dalokra készült. A lemez brutális hangzásáért Erik Rutan (Hate Eternal, ex-Morbid Angel) felelt. Jack Owen távozásával nagyobb terep jutott Pat O’Brien riffjeinek. Erről Alex Webster így nyilatkozott a magyar Metal Hammer magazin 2006 áprilisi számában: " Pat gitárjátéka igen komoly, vele lépést tartani picit sem könnyű. Pat egyértelműen alulértékelt gitáros. Ott lenne a helye a gitármagazinok címlapjain. Rob számára is komoly kihívást jelent, hogy Pattel kell játszania, de bírja a gyűrödést. Ő sem akármilyen zenész.

## Számlista
1. "The Time to Kill Is Now" (Alex Webster) – 2:03
2. "Make Them Suffer" (Paul Mazurkiewicz, Pat O’Brien) – 2:50
3. "Murder Worship" (Webster) – 3:56
4. "Necrosadistic Warning" (Webster) – 3:28
5. "Five Nails Through the Neck" (Webster) – 3:45
6. "Purification by Fire" (Mazurkiewicz, O’Brien) – 2:57
7. "Death Walking Terror" (Webster) – 3:31
8. "Barbaric Bludgeonings" (Rob Barrett) – 3:42
9. "The Discipline of Revenge" (Webster) – 3:39
10. "Brain Removal Device" (Mazurkiewicz, O’Brien) – 3:14
11. "Maniacal" (Webster) – 2:12
12. "Submerged in Boiling Flesh" (Mazurkiewicz) – 2:52
13. "Infinite Misery" (O'Brien) – 4:01

### Bónusz disc
1. "Shredded Humans"
2. "Puncture Wound Massacre"
3. "Fucked with a Knife"
4. "Stripped, Raped, and Strangled"
5. "Decency Defied"
6. "Vomit the Soul"
7. "Unleashing the Bloodthirsty"
8. "Pounded into Dust"
9. "The Cryptic Stench"
10. "They Deserve to Die"
11. "Dormant Bodies Bursting"
12. "Gallery of Suicide"
13. "Pit of Zombies"
14. "The Wretched Spawn"
15. "Devoured by Vermin"
16. "A Skull Full of Maggots"
17. "Hammer Smashed Face"

## Zenészek
- George „Corpsegrinder” Fisher – ének
- Pat O’Brien – gitár
- Rob Barrett – gitár
- Alex Webster – Basszusgitár
- Paul Mazurkiewicz – dob

## Fordítás
Ez a szócikk részben vagy egészben  a   Kill (album) című angol Wikipédia-szócikk fordításán alapul.  Az eredeti cikk szerkesztőit annak laptörténete sorolja fel. Ez a jelzés csupán a megfogalmazás eredetét és a szerzői jogokat jelzi, nem szolgál a cikkben szereplő információk forrásmegjelöléseként.